# Madalena (Paredes)
Madalena is een plaats (freguesia) in de Portugese gemeente Paredes en telt 1725 inwoners (2001).